# Condado de Surry (Carolina do Norte)
O Condado de Surry é um dos 100 condados do estado americano da Carolina do Norte. A sede do condado é Dobson, e sua maior cidade é Dobson. O condado possui uma área de 1 393 km² (dos quais 3 km² estão cobertos por água), uma população de 44 711 habitantes, e uma densidade populacional de 51 hab/km² (segundo o censo nacional de 2000). O condado foi fundado em 1771.